# لیما (اکلاهما)
لیما(به انگلیسی: Lima) شهری در ایالت اکلاهما کشور ایالات متحده آمریکا است که جمعیت آن در سرشماری سال ۲۰۱۰ میلادی، ۵۳ نفر بوده‌است.